# Caprella mendax
Espèce
Caprella mendax est une espèce de crustacés amphipodes de la famille des Caprellidae.